# Dubiaranea luctuosa
Dubiaranea luctuosa is een spinnensoort uit de familie hangmatspinnen (Linyphiidae). De soort komt voor in Peru.